# فتحی شبال
فتحی شبال (انگلیسی: Fathi Chebal؛ زادهٔ ۱۹ اوت ۱۹۵۶) یک بازیکن فوتبال اهل الجزایر بوده است.
از باشگاه‌هایی که در آن بازی کرده‌است می‌توان به متز، باشگاه فوتبال نانسی، و لن اشاره کرد. وی عضو تیم ملی فوتبال الجزایر در جام جهانی فوتبال ۱۹۸۶ بوده است.